# Neo Geo
Neo Geo (ネオジオ?, Neo Jio), indicato anche con le grafie Neo-Geo, NeoGeo o NEO•GEO (come appare sul logo), è una tecnologia per videogiochi commercializzata tra il 1990 e il 2004, utilizzata nella scheda per videogiochi arcade Neo Geo Multi Video System (MVS) e nella console per uso domestico Neo Geo Advanced Entertainment System (AES).
Il nome ha un significato ben preciso, ovvero "nuovo mondo" riferito al fatto di poter contare su cabinati più economici e configurabili più facilmente per quel che riguarda il sistema MVS, mentre l'AES rappresentava il primo sistema casalingo in grado di riprodurre i videogiochi delle sale giochi con assoluta fedeltà, tuttavia a causa dell'elevato costo ebbe scarsa diffusione.
Il Neo Geo AES fu supportato attivamente dalla SNK con nuove uscite di giochi dal 1991 al 2004; da questo punto di vista è la console domestica più longeva della storia.

## Storia

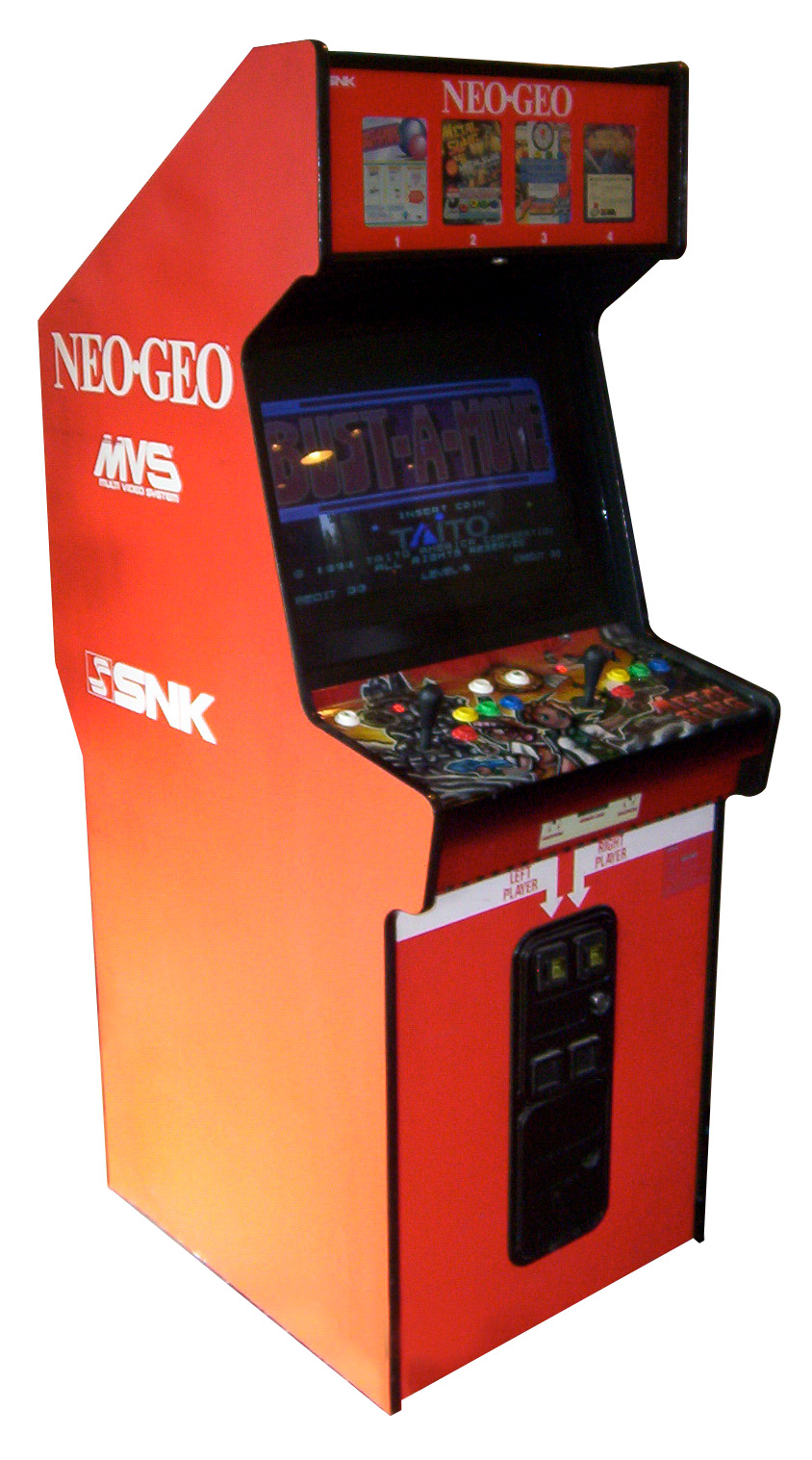
Un cabinato arcade Neo Geo (Bust-a-Move)

I lavori per un nuovo sistema videoludico adatto sia alle sale giochi che al mercato casalingo nacque nel 1988. SNK voleva rivoluzionare il mercato, proponendo dei cabinati unici ed estremamente redditizi. Utilizzata per la prima volta 1989 come scheda per coin-op, e venne messa in commercio nel 1990 accompagnata al lancio da Nam-1975, Magician Lord, Baseball Stars Professional e Top Player's Golf. Il successo del sistema fu immediato, oltre che sulla qualità dei giochi poteva contare su un prezzo inferiore rispetto alle altre schede arcade, e soprattutto su una maggiore facilità nel configurare il sistema, infatti per cambiare un gioco bastava semplicemente cambiare la cartuccia e non tutta la scheda.
Contemporaneamente SNK lavorò ad una nuova versione, concettualmente molto diversa dalla precedente: l'AES, praticamente il sistema arcade in versione casalinga. La macchina venne inizialmente distribuita solo per il noleggio a privati. La vera e propria messa in commercio si ebbe solo dopo alcuni mesi, al prezzo di 599 dollari con un gioco a scelta tra Nam-1975 e Baseball Stars Professional. Il costo di una singola cartuccia era di 200 dollari.
I giochi inizialmente uscivano contemporaneamente sia in versione MVS che AES, successivamente quando iniziò la vendita del sistema AES i giochi venivano distribuiti prima sul MVS e poi per l'AES. Diversi titoli non sono mai usciti in versione AES (tra cui Puzzle Bobble 2, Puzzle de Pon! e Puzzle de Pon! R).
Il successo di Neo Geo ha portato la SNK a pubblicare su PlayStation 2 e PlayStation Portable la raccolta SNK Arcade Classics, che contiene alcuni dei più riusciti giochi per Neo Geo, sia MVS che AES. Il sistema è uscito dal commercio nel 2004 con la pubblicazione di Samurai Showdown V Special.

## Specifiche tecniche

### Microprocessori
- CPU: Motorola 68000 (12 MHz) , ZiLOG Z80 (4 MHz, controllo audio)
- Chip sonoro: Yamaha YM2610 a 15 canali (7 digitali, 4 per sintesi FM, 3 generatori sonori programmabili, 1 canale di rumore bianco)

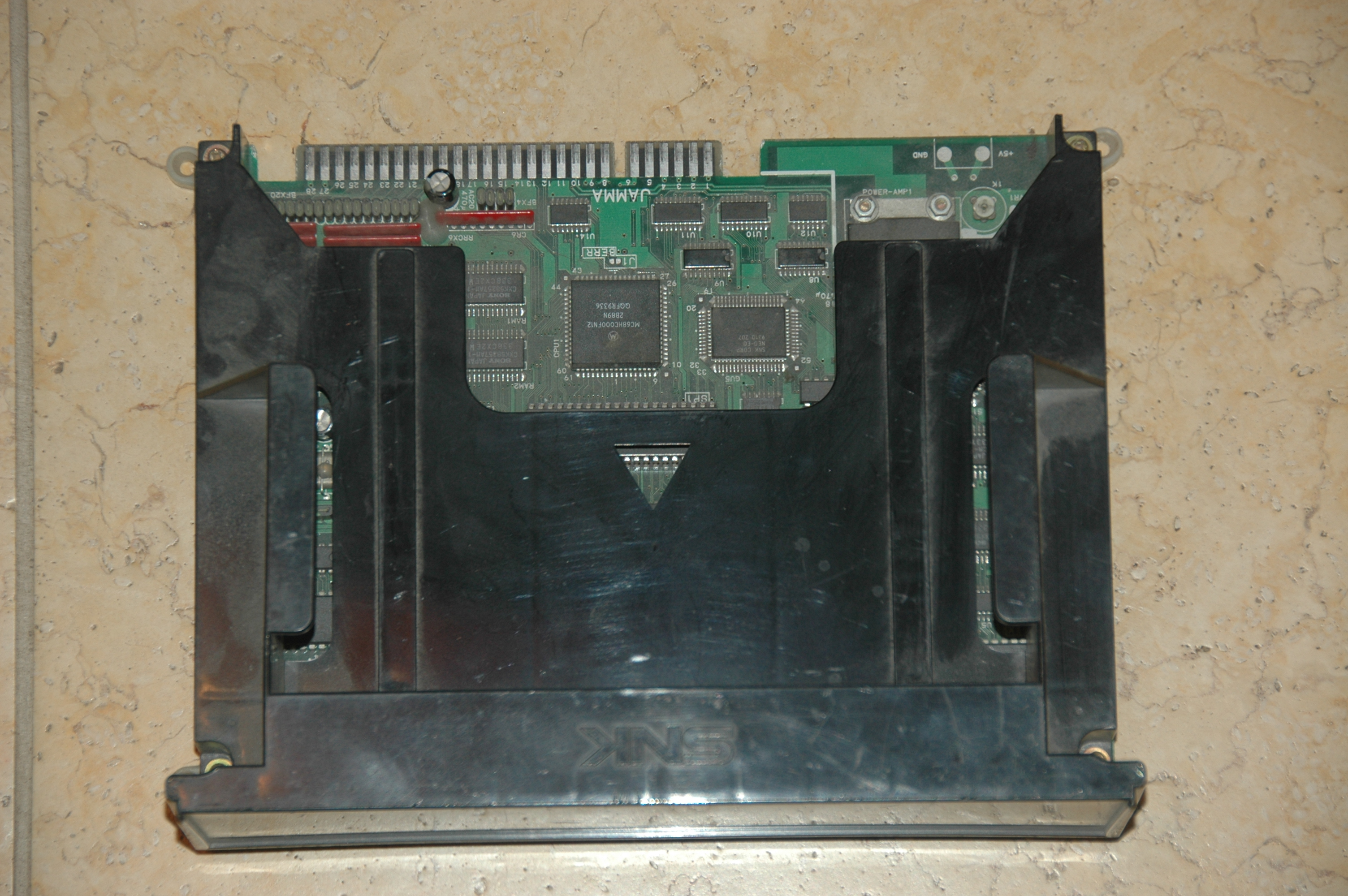
Una console Neo Geo da sala giochi

### Video
- Risoluzione: 304x224 pixel (320x240 con bordi di 8 pixel su ciascun lato)
- Tavolozza colori: 65536
- Numero massimo di colori su schermo: 4096
- Numero massimo di sprite su schermo: 380
- Dimensione degli sprite: minima 1x2 pixel, massima 16x512 pixel
- Numero di piani: 3
- Rapporto di forma: 4:3
- Uscita A/V: RF, composito, RGB (con cavo 21 pin FCG-9).

### Alimentazione
- Sorgente: alimentatore esterno da 5 Volt DC.
- Consumo: 5 Watt sui primi sistemi, 8 Watt per quelli più recenti.

### Dimensioni

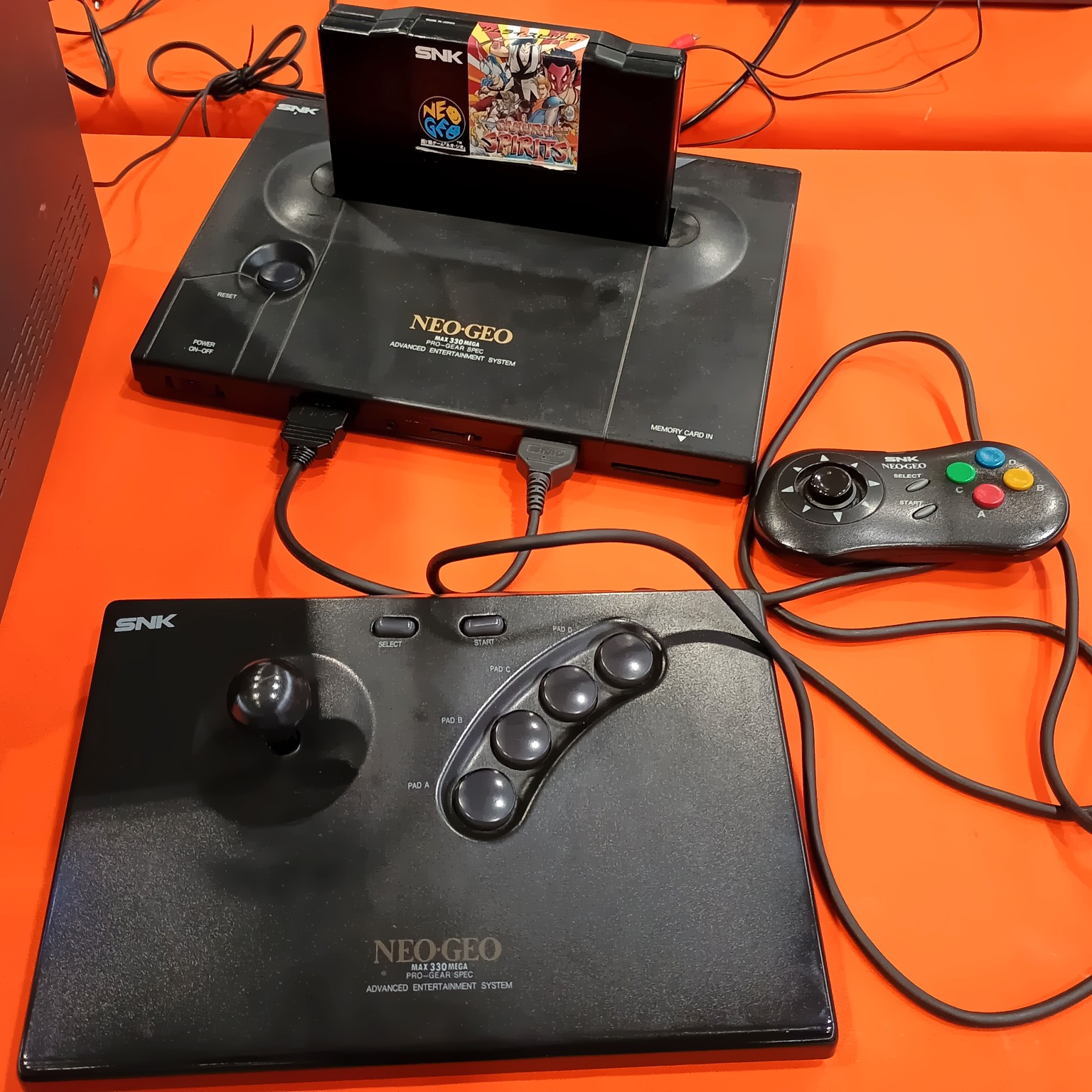
NeoGeo con i due controller disponibili

- Console:  325mm (L) x 237mm (P) x 60 mm (A).
- Controller: 280mm (L) x 190mm (P) x 95 mm (A).

### Memoria
- RAM interna: 64 kB Work, 68 kB Video, 2 kB per lo Z80
- Scheda removibile: 8 kB o JEIDA versione 3 a 68-pin.
- Cartuccia giochi: 330 Mbit, su cartucce recenti fino a 716 Mbit grazie al bank switching[3].

## Videogiochi
In tutto vennero prodotti ufficialmente 148 giochi arcade per Neo Geo MVS. Di questi, 117 vennero pubblicati anche sul mercato casalingo come cartucce per Neo Geo AES, almeno in Giappone. Di questi, 93 ebbero anche un'edizione ufficiale in inglese. Internamente le ROM delle cartucce non presentano differenze, indipendentemente dall'essere pubblicate per MVS o AES o per diverse regioni geografiche; modalità e lingua del gioco dipendono solo dal sistema in cui si inserisce la cartuccia.
La fortuna del Neo Geo fu fatta soprattutto dalle numerose saghe di picchiaduro bidimensionali. Tra le saghe videoludiche più note del Neo Geo ci sono Metal Slug, The King of Fighters, Samurai Shodown, Fatal Fury, Art of Fighting e The Last Blade.
La rivista The Games Machine, in una selezione di dieci giochi rappresentativi del sistema, inserisce The King of Fighters '98, Metal Slug, Samurai Shodown II, Art of Fighting 2, Pulstar, World Heroes Perfect, Real Bout Fatal Fury, Shinsetsu Samurai Spirits Bushidō Retsuden (seppur sia un'esclusiva CD), Garou: Mark of the Wolves, Sengoku 3.
Come dimensioni del programma, il più piccolo fu Puzzled con 22 Mbit e il più grande The King of Fighters 2003 con 716 Mbit.

### Prototipi
- Sun Shine[4] / Block Paradise[5] (Alpha Denshi, 1990)
- Dunk Star[6] (Sammy, 1991)[7][8]
- Fun Fun Bros[9] (Alpha Denshi, 1991)
- Mystic Wand[8] (Alpha Denshi, 1991)
- Bang² Busters[10] (Visco, 1994)
- Ninja Gaiden II[11] (Tecmo, 1994)
- Puzzlekko Club[12][13] (Visco, 1994)
- Super Volley '94 (Video System, 1994)
- Tenrin no Syo Chicago / Crystal Legacy: The Wrath of Destiny (Visco, 1994)
- Treasure of the Caribbean[14] (Face, 1994)
- ZuPaPa! (Face, 1994)
- Kimusume Nanairotoki[15][16] (I'Max, 1995)
- King of Athlete[17] (Face, 1995)
- Last Odyssey: Pinball Fantasia[18] (Monolith, 1995)
- Maseki Taisen Stoon[19][20] (I'Max, 1995)
- The Warlocks of the Fates[21][22][23] (Astec21, 1995)
- DarkSeed[24][25][26] (Face, 1996)
- The Eye of Typhoon (Viccom, 1996)
- Ghostlop[27] (Data East, 1996)
- Hebereke's Pair Pair Wars[28] (Sunsoft, 1996)
- Kizuna Encounter: Super Tag Battle - 4Way Battle Version[29] (SNK, 1996)
- Mahō Juku: Magic Master[30] / Brick Block[31] (Saurus & Takumi, 1997)[32]
- QP[33][34] (Success, 1997)

## Collezionismo
Il NeoGeo AES è uno dei sistemi più ricercati tra i collezionisti per via della rarità delle sue cartucce. Molti collezionisti vedono l'AES più come un investimento che come una macchina da gioco. Le cartucce più rare possono arrivare a toccare prezzi superiori ai 1000 euro. Il gioco per NeoGeo più costoso in assoluto è Kizuna Encounter: Super Tag Battle nella versione europea. Il gioco è molto raro, in quanto sono state prodotte poche copie rispetto al normale.